# Ізраїль на літніх Олімпійських іграх 1984
Ізраїль на літніх Олімпійських іграх 1984 року, які проходили в американському місті Лос-Анджелес, був представлений 32 спортсменами (24 чоловіками та 8 жінками) в 11 видах спорту. Прапороносцем на церемоніях відкриття та закриття Олімпійських ігор була легкоатлетка Зегава Шмуелі.
Ізраїль увосьме взяв участь у літніх Олімпійських іграх. Ізраїльські спортсмени не завоювали жодної медалі.

## Бокс
| Категорія | Спортсмен      | 1-й раунд                    | 2-й раунд             | 3-й раунд          | Чвертьфінал        | Півфінал           | Фінал              | Місце |
| Категорія | Спортсмен      | Суперник Результат           | Суперник Результат    | Суперник Результат | Суперник Результат | Суперник Результат | Суперник Результат | Місце |
| --------- | -------------- | ---------------------------- | --------------------- | ------------------ | ------------------ | ------------------ | ------------------ | ----- |
| до 48 кг  | Єгуда Бен-Хаїм | Майкл Ебо Данкуа (GHA) W 4:1 | Джон Ліон (GBR) L 0:5 | завершив змагання  | завершив змагання  | завершив змагання  | завершив змагання  |       |
| до 60 кг  | Шломо Ніазов   | Асіф Дар (PAK) L 0:5         | завершив змагання     | завершив змагання  | завершив змагання  | завершив змагання  | завершив змагання  |       |

## Важка атлетика
| Спортсмен  | Категорія | Ривок (кг) | Поштовх (кг) | Разом (кг) | Місце |
| ---------- | --------- | ---------- | ------------ | ---------- | ----- |
| Мейр Далоя | до 52 кг  | 95.0       | 120.0        | 215.0      | 9     |

## Веслування на байдарках і каное
| Дисципліна                | Спортсмен      | Раунд    | Час        | Результат | Прим.          |
| ------------------------- | -------------- | -------- | ---------- | --------- | -------------- |
| 500 метрів, K-1, чоловіки | Авірам Мізрагі | Хіт      | 1:53.66 хв | 2 місце   | кваліфіковався |
| 500 метрів, K-1, чоловіки | Авірам Мізрагі | Півфінал | 1:49.98 хв | 4 місце   | не пройшов     |

## Вітрильний спорт
| Спортсмен                       | Клас              | Заплив | Заплив | Заплив | Заплив | Заплив | Заплив | Заплив | Сума балів | Місце |
| Спортсмен                       | Клас              | 1      | 2      | 3      | 4      | 5      | 6      | 7      | Сума балів | Місце |
| ------------------------------- | ----------------- | ------ | ------ | ------ | ------ | ------ | ------ | ------ | ---------- | ----- |
| Єгуда Атеджі                    | Віндгляйдер       | 13     | 13     | YMP    | 5      | 21     | 18     | 15     | 111.6      | 14    |
| Шімшон Брокман Ейтан Фрідландер | 470               | 13     | 8      | 11     | 12     | 4      | 2      | 5      | 70,0       | 8     |
| Йоель Села Ельдад Амір          | Летючий голандець | 8      | 11     | 3      | 7      | 3      | DSQ    | DSQ    | 79.4       | 8     |

## Гімнастика

### Спортивна гімнастика
Чоловіки
| Дисципліна         | Спортсмен    | Кваліфікація | Кваліфікація | Кваліфікація | Кваліфікація | Кваліфікація | Кваліфікація | Кваліфікація | Кваліфікація | Фінал      | Фінал      | Фінал      | Фінал      | Фінал      | Фінал      | Фінал      | Фінал      |
| Дисципліна         | Спортсмен    | Снаряд       | Снаряд       | Снаряд       | Снаряд       | Снаряд       | Снаряд       | Разом        | Місце        | Снаряд     | Снаряд     | Снаряд     | Снаряд     | Снаряд     | Снаряд     | Разом      | Місце      |
| Дисципліна         | Спортсмен    | ВВ           | Кінь         | Кільця       | ОС           | ПБ           | Пер.         | Разом        | Місце        | ВВ         | Кінь       | Кільця     | ОС         | ПБ         | Пер.       | Разом      | Місце      |
| ------------------ | ------------ | ------------ | ------------ | ------------ | ------------ | ------------ | ------------ | ------------ | ------------ | ---------- | ---------- | ---------- | ---------- | ---------- | ---------- | ---------- | ---------- |
| абсолютна першість | Йоганан Моял | Н/Д          | Н/Д          | Н/Д          | Н/Д          | Н/Д          | Н/Д          | Н/Д          | 67           | не пройшов | не пройшов | не пройшов | не пройшов | не пройшов | не пройшов | не пройшов | не пройшов |
| абсолютна першість | Яаків Леві   | Н/Д          | Н/Д          | Н/Д          | Н/Д          | Н/Д          | Н/Д          | Н/Д          | 71           | не пройшов | не пройшов | не пройшов | не пройшов | не пройшов | не пройшов | не пройшов | не пройшов |

Жінки
| Дисципліна         | Спортсмен      | Кваліфікація | Кваліфікація | Кваліфікація | Кваліфікація | Кваліфікація | Кваліфікація | Фінал      | Фінал      | Фінал      | Фінал      | Фінал      | Фінал      | Фінал      |            |
| Дисципліна         | Спортсмен      | Снаряд       | Снаряд       | Снаряд       | Снаряд       | Разом        | Місце        | Снаряд     | Снаряд     | Снаряд     | Снаряд     | Разом      | Сума балів | Місце      |            |
| Дисципліна         | Спортсмен      | ОС           | ПБ           | Колода       | ВВ           | Разом        | Місце        | ОС         | ПБ         | Колода     | ВВ         | Разом      | Сума балів | Місце      |            |
| ------------------ | -------------- | ------------ | ------------ | ------------ | ------------ | ------------ | ------------ | ---------- | ---------- | ---------- | ---------- | ---------- | ---------- | ---------- | ---------- |
| абсолютна першість | Ненсі Голдсміт | Н/Д          | Н/Д          | Н/Д          | Н/Д          | 36.025       | 34           | 9.200      | 9.650      | 9.400      | 9.450      | 37.700     | 73.725     | 31         |            |
| абсолютна першість | Лімор Фрідман  | Н/Д          | Н/Д          | Н/Д          | Н/Д          | Н/Д          | 65           | не пройшла | не пройшла | не пройшла | не пройшла | не пройшла | не пройшла | не пройшла | не пройшла |

### Художня гімнастика
| Змагання           | Спортсменка    | Кваліфікація | Кваліфікація | Кваліфікація | Кваліфікація | Кваліфікація | Кваліфікація | Фінал      | Фінал      | Фінал      | Фінал      | Фінал      | Фінал      |
| Змагання           | Спортсменка    | Обруч        | М'яч         | Булави       | Стрічка      | Разом        | Місце        | Обруч      | М'яч       | Булави     | Стрічка    | Разом      | Місце      |
| ------------------ | -------------- | ------------ | ------------ | ------------ | ------------ | ------------ | ------------ | ---------- | ---------- | ---------- | ---------- | ---------- | ---------- |
| абсолютна першість | Ліат Ганіновіц | 9.20         | 9.00         | 8.85         | 8.40         | 35.45        | 27           | не пройшла | не пройшла | не пройшла | не пройшла | не пройшла | не пройшла |

## Дзюдо
| Спортсмен  | Категорія        | Попередній раунд   | 1/32               | 1/16               | Чвертьфінал        | Півфінал           | Втішний раунд 1    | Втішний раунд 2    | Втішний раунд 3    | Фінал / ПБ         | Фінал / ПБ |
| Спортсмен  | Категорія        | Суперник Результат | Суперник Результат | Суперник Результат | Суперник Результат | Суперник Результат | Суперник Результат | Суперник Результат | Суперник Результат | Суперник Результат | Місце      |
| ---------- | ---------------- | ------------------ | ------------------ | ------------------ | ------------------ | ------------------ | ------------------ | ------------------ | ------------------ | ------------------ | ---------- |
| Едді Коаз  | −60 кг, чоловіки | Н/Д                | Н/Д                | Н/Д                | Н/Д                | Н/Д                | Н/Д                | Н/Д                | Н/Д                | Н/Д                | 10         |
| Моше Понте | −78 кг, чоловіки | Н/Д                | Н/Д                | Н/Д                | Н/Д                | Н/Д                | Н/Д                | Н/Д                | Н/Д                | Н/Д                | 20         |

## Легка атлетика
| Спортсмен        | Дисципліна                     | Раунд        | Результат   | Місце    | Прим.                   |
| ---------------- | ------------------------------ | ------------ | ----------- | -------- | ----------------------- |
| Марк Гандельсман | 400 м, чоловіки                | Кваліфікація | 48.17 с     | 60 місце | не пройшов кваліфікацію |
| Марк Гандельсман | 800 м, чоловіки                | Кваліфікація | 1:47.90 хв  | 31 місце | не пройшов кваліфікацію |
| Марк Гандельсман | 1500 м, чоловіки               | Кваліфікація | 3:45.05 хв  | 22 місце | не пройшов кваліфікацію |
| Арі Гамліель     | 5000 м, чоловіки               | Кваліфікація | 14:02.98 хв | 35 місце | не пройшов кваліфікацію |
| Арі Гамліель     | 10000 м, чоловіки              | Кваліфікація | 29:31.32 хв | 31 місце | не пройшов кваліфікацію |
| Єгуда Цадок      | 3000 м з перешкодами, чоловіки | Кваліфікація | 8:42.28 хв  | 27 місце | не пройшов кваліфікацію |
| Шем-Тов Сабаг    | марафон, чоловіки              |              | 2'31:34 год | 60 місце |                         |
| Майя Кале-Бенцур | 100 м, жінки                   | Кваліфікація | 12.30 с     | 66 місце | не пройшла кваліфікацію |
| Майя Кале-Бенцур | стрибки у довжину, жінки       | Кваліфікація | 6.07 м      | 16 місце | не пройшла кваліфікацію |
| Зегава Шмуелі    | марафон, жінки                 |              | 2:42:27 год | 30 місце |                         |

## Плавання
| Спортсмен        | Дисципліна                            | Раунд              | Час     | Місце | Прим.         |
| ---------------- | ------------------------------------- | ------------------ | ------- | ----- | ------------- |
| Еял Стігман      | 100 м брасом, чоловіки                | Відбірковий заплив | 1:05.63 | 22    |               |
| Еял Стігман      | 200 м брасом, чоловіки                | Відбірковий заплив | 2:24.93 | 23    |               |
| Йорам Кочаві     | 200 м батерфляєм, чоловіки            | Відбірковий заплив | 2:04.08 | 21    |               |
| Йорам Кочаві     | 200 м комплексним плаванням, чоловіки | Відбірковий заплив | 2:11.81 | 27    |               |
| Йорам Кочаві     | 400 м комплексним плаванням, чоловіки | Відбірковий заплив | 4:35.70 | 16    |               |
| Йорам Кочаві     | 400 м комплексним плаванням, чоловіки | Фінал              | 4:40.00 | 16    |               |
| Гадар Рубінштейн | 200 м вільним стилем, жінки           | Відбірковий заплив | 2:12.17 | 26    |               |
| Гадар Рубінштейн | 400 м вільним стилем, жінки           | Відбірковий заплив | 4:34.95 | 21    |               |
| Гадар Рубінштейн | 800 м вільним стилем, жінки           | Відбірковий заплив | —       | —     | не стартувала |
| Гадар Рубінштейн | 200 м батерфляєм, жінки               | Відбірковий заплив | 2:22.78 | 26    |               |

## Стрільба
Чоловіки
| Спортсмен     | Дисципліна                      | Фінал | Фінал |
| Спортсмен     | Дисципліна                      | Бали  | Місце |
| ------------- | ------------------------------- | ----- | ----- |
| Гарі Араміст  | пістолет, 50 м                  | 536   | 36    |
| Яір Давідовіц | гвинтівка, 50 м з трьох позицій | 1099  | 46    |
| Яір Давідовіц | гвинтівка, 50 м лежачи          | 590   | 23    |
| Яір Давідовіц | пневматична гвинтівка, 10 м     | —     | DNF   |
| Іцхак Йонассі | гвинтівка, 50 м з трьох позицій | 1117  | 39    |
| Іцхак Йонассі | пневматична гвинтівка, 10 м     | 582   | 8     |

## Теніс
| Дисципліна                 | Спортсмен     | Раунд        | Суперник              | Сет 1 | Сет 2 | Сет 3 | Результат | Прим. |
| -------------------------- | ------------- | ------------ | --------------------- | ----- | ----- | ----- | --------- | ----- |
| Одиночний розряд, чоловіки | Амос Мансдорф | Перший раунд | Карлос ді Лаура (PER) | 6-2   | 7-6   | —     | L         |       |

## Фехтування
|                    | Дисципліна           | Спортсмен               | Раунд       | Поєдинки                            | Поєдинки                      | Поєдинки                           | Поєдинки                            | Поєдинки                    | Поєдинки                         | Місце |
| Суперник Результат | Дисципліна           | Спортсмен               | Раунд       | Суперник Результат                  | Суперник Результат            | Суперник Результат                 | Суперник Результат                  | Суперник Результат          |                                  | Місце |
| ------------------ | -------------------- | ----------------------- | ----------- | ----------------------------------- | ----------------------------- | ---------------------------------- | ----------------------------------- | --------------------------- | -------------------------------- | ----- |
| Чоловіки           | індивідуальна рапіра | Їцхак Гатуель           | раунд 1     | Саул Мендоса (BOL) W 5–0            | Ко Цзінь Фай (HKG) W 5–2      | Серхіо Туріаке (ARG) W 5–2         | Азума Нобуюкі (JPN) W 5–2           | Філіпп Омнес (FRA) W 5–4    |                                  | 16    |
| Чоловіки           | індивідуальна рапіра | Їцхак Гатуель           | чвертьфінал | Стефано Черіоні (ITA) L 3–5         | Білал Ріфаат (EGY) W 5–1      | Цзю Цзіфен (CHN) W 5–0             | Філіпп Омнес (FRA) L 1–5            |                             |                                  | 16    |
| Чоловіки           | індивідуальна рапіра | Їцхак Гатуель           | півфінал    | Білл Госбі (GBR) W 5–3              | Азума Нобуюкі (JPN) W 5–4     | Мауро Нума (ITA) W 5–3             | Стефано Черіоні (ITA) L 3–5         | Філіпп Омнес (FRA) L 2–5    |                                  | 16    |
| Чоловіки           | індивідуальна рапіра | Їцхак Гатуель           | фінал       | Мауро Нума (ITA) L 2–10             | Пітер Левісон (USA) L 8–10    |                                    |                                     |                             |                                  | 16    |
| Чоловіки           | індивідуальна рапіра | Шломо Еял               | раунд 1     | Джуліто Френсіс (ISV) W 5–1         | Халук Ямаш (TUR) W 5–1        | Стефано Черіоні (ITA) W 5–2        | Умезава Кенічі (JPN) L 4–5          |                             |                                  | 19    |
| Чоловіки           | індивідуальна рапіра | Шломо Еял               | чвертьфінал | Едгардо Діас (PUR) W 5–0            | Паскаль Жольо (FRA) W 5–2     | Чу Шішень (CHN) L 4–5              | Андреа Борелла (ITA) L 4–5          |                             |                                  | 19    |
| Чоловіки           | індивідуальна рапіра | Шломо Еял               | півфінал    | Хосе Рафаель Магалланес (VEN) W 5–0 | Лю Цзюньон (CHN) L 3–5        | Тьєрі Суманьє (BEL) L 3–5          | Роберт Бляшка (AUT) L 2–5           | Андреа Борелла (ITA) L 0–5  |                                  | 19    |
| Жінки              | індивідуальна рапіра | Нілі Дрорі              | раунд 1     | Міюкі Маекава (JPN) W 5–1           | Вінсент Бредфорт (USA) W 5–4  | Марія Алісія Сініхалья (ARG) W 5–2 | Елізабета Гузгану-Туфан (ROU) L 3–5 | Христіана Вебер (FRG) W 5–3 | Бріджит Латрій-Годен (FRA) W 5–2 | 17    |
| Жінки              | індивідуальна рапіра | Нілі Дрорі              | чвертьфінал | Карола Чікконетті (ITA) L 2–5       | Яна Ангелакіс (USA) W 5–4     | Марчела Молдован-Жак (ROU) W 5–4   | Сабіна Бішофф (FRG) W 5–3           |                             |                                  | 17    |
| Жінки              | індивідуальна рапіра | Нілі Дрорі              | півфінал    | Дебра Ваплес (USA) W 5–1            | Лінда Енн Мартін (GBR) L 4–5  | Доріна Ваккароні (ITA) L 2–5       | Аврора Дан (ROU) L 1–5              | Лі Гуагуа (CHN) L 0–5       |                                  | 17    |
| Жінки              | індивідуальна рапіра | Лідія Гатуель-Цукерманн | раунд 1     | Шейла Віард (HAI) W 5–1             | Сільвана Гіанкола (ARG) W 5–4 | Міягара Міеко (JPN) W 5–3          | Марджеріта Цалаффі (ITA) W 5–4      | Фіона Макінтош (GBR) W 5–1  | Веронік Брук'є (FRA) W 5–4       | 26    |
| Жінки              | індивідуальна рапіра | Лідія Гатуель-Цукерманн | чвертьфінал | О Сонг-сун (KOR) W 5–4              | Цжу Ціньюань (CHN) L 1–5      | Марджеріта Цалаффі (ITA) L 1–5     | Елізабета Гузгану-Туфан (ROU) L 3–5 |                             |                                  | 26    |